# The Doodler
The Doodler (приблизительный перевод с английского — человек, который что-то непроизвольно и бесцельно рисует, в то время как его мысли заняты совершенно другим) — американский серийный убийца, чья личность не установлена. С 1974 по 1975 годы Дудлер совершил от 17 до 19 нападений на гомосексуалов, из которых 14 закончились убийствами и 3 выжили.

## Преступления
The Doodler совершил 14 убийств мужчин-гомосексуалов в Сан-Франциско между январем 1974 и сентябрем 1975 гг. Ещё три попытки оказались для преступника неудачными — жертвам удалось спастись.
Прозвище The Doodler убийца получил за привычку набрасывать рисунок своей жертвы перед тем, как заняться с ней сексом, а затем зарезать. Преступник знакомился с геями, выходящими из баров после закрытия.
Полиция выявила подозреваемого по описанию оставшихся в живых мужчин. Однако его так и не смогли арестовать, поскольку жертвы отказались давать показания из-за нежелания совершить каминг-аут и испортить имидж (один был дипломатом, а другой — конферансье). Других доказательств у сыщиков не было. Подозреваемый отрицал свою причастность к убийствам.
В это время Харви Милк публично выразил своё сочувствие жертвам, которые отказались давать показания.